# Samuel Gaumain
Louis Gaumain, ou Frère Samuel en religion, né le 4 janvier 1915 à Saint-Pierre-de-l'Isle, mort le 20 août 2010 à Toulouse, est un prélat catholique français, capucin et évêque de Moundou au Tchad.

## Repères biographiques
Louis Gaumain a été ordonné prêtre, et devient Frère Samuel le 12 mars 1938 pour l'Ordre des frères mineurs capucins.
Nommé évêque de Moundou au Tchad le 19 décembre 1959, il est consacré le 28 avril 1960.
Il se retire 15 ans plus tard, à l'âge de 60 ans, le 19 décembre 1974.